# 批陈整风运动
批陈整风运动，是至1970年底开始的，至1971年4月15日至29日在北京举行的一次政治运动。
参加批陈整风汇报会，即华北会议的有449人，正在参加军委座谈会的143人也出席了会议。会上讨论了林彪集团主要成员黄永胜、吴法宪、叶群、李作鹏、邱会作被迫写的书面检讨，继续批判了陈伯达，还揭露了李雪峰、郑维山的政治错误。会议交流了各地批陈整风的经验。4月29日，周恩来代表党中央对这次会议作了总结，并代表党中央宣布任命李德生为北京军区司令员，谢富治为第一政治委员，纪登奎为第二政治委员。
评论家也将此次政治运动视为毛泽东借机调整林彪势力、并培养自己的接班人。